# Wilhelm Haffner
Johan Fredrik Wilhelm Haffner, född den 22 september 1835, död den 17 februari 1901, var en norsk militär. Han var son till Wolfgang Wenzel Haffner.
Haffner blev officer vid infanteriet 1855, generalstabsofficer 1866, överstelöjtnant 1882 och överste 1891. Haffner tjänstgjorde huvudsakligen i generalstaben och var 1888–1900 chef för dess topografiska avdelning. Han intog som vetenskapsman på det geografiskt-topografiska området en synnerligen framskjuten plats och nedlade ett förtjänstfullt arbete på Norges geografiske Opmaaling.